# Belcastel-et-Buc
Belcastel-et-Buc es una localidad y comuna francesa, situada en el departamento del Aude en la región de Occitania. 
A sus habitantes se les conoce por el gentilicio Belbucois.

## Demografía
| 69 | 55 | 61 | 63 | 62 | 58 |
| Para los censos de 1962 a 1999 la población legal corresponde a la población sin duplicidades (Fuente: INSEE [Consultar]) |    |    |    |    |    |

## Lugares de interés
- El Castillo de Belcastel-et-Buc, castillo en estado ruinoso, llamado también atendiendo a diferentes fuentes, Castillo de Villardebelle.